# Ebrahim Ismail Ebrahim

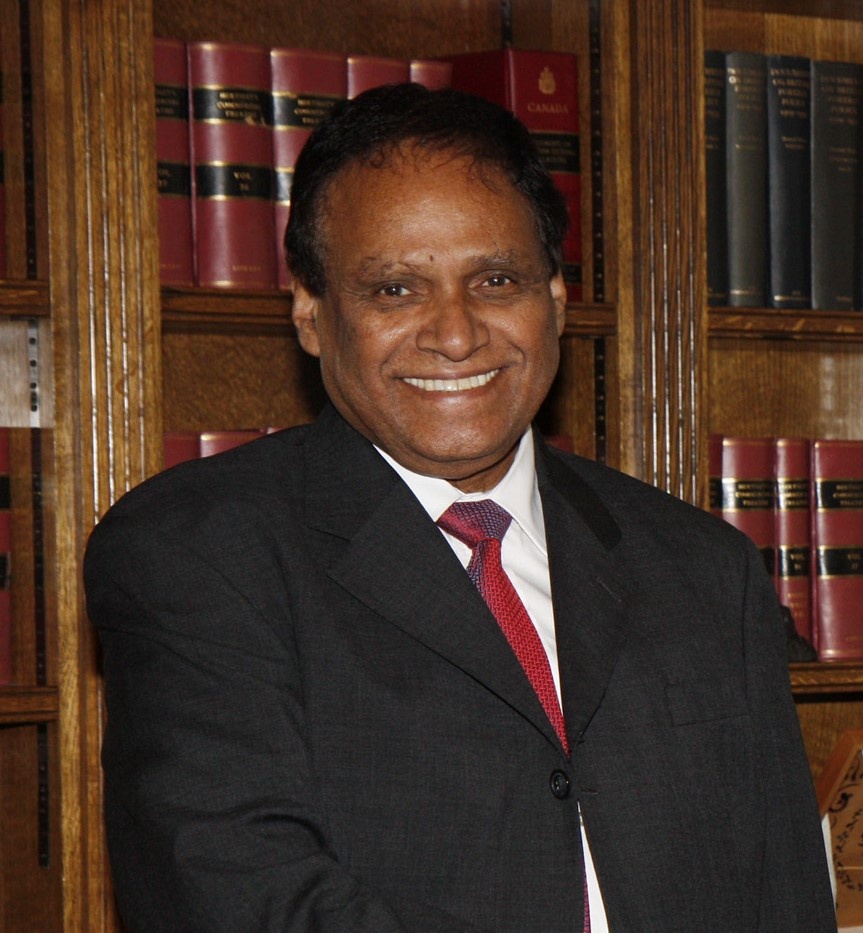
Ebrahim Ismail Ebrahim

Ebrahim Ismail Ebrahim (* 1. Juli 1937 in Durban; † 6. Dezember 2021 in Johannesburg) war ein südafrikanischer Anti-Apartheid-Aktivist indischer Herkunft, der Mitglied des bewaffneten Flügels Umkhonto We Sizwe der Partei African National Congress war. Er wurde 1963 in Sabotageprozessen in Pietermaritzburg vor Gericht gestellt und zu einer 15-jährigen Haftstrafe im Hochsicherheitsgefängnis Robben Island verurteilt.
Im Volksmund als Ebie bekannt, war er 1994 als Abgeordneter in der ersten demokratisch gewählten Regierung Südafrikas tätig und war zwischen 2009 und 2015 auch stellvertretender Minister des Landes für internationale Beziehungen.

## Leben
Ebrahim wurde 1937 in Durban als Sohn indischer Eltern geboren. Seine Eltern waren Hafeeza und Mohammed Adam Modan. Sein Vater stammte aus dem indischen Bundesstaat Gujarat und reiste 1933 nach Südafrika, während seine Mutter in Südafrika geboren wurde. Sein Vater nahm den Nachnamen Ebrahim der Familie an, mit der er nach Südafrika gereist war.
Nachdem die Behörden ihm den Zugang zur Grundschule verweigert hatten, mit der Begründung, dass die Schulen für indische Schüler voll seien und ihn nicht aufnehmen könnte, wurde Ebrahim fünf Jahre lang von seiner Großmutter unterrichtet. Mit zehn Jahren konnte er die   staatlich geförderte Schule Hindu Tamil Institute besuchen.

## Karriere und Aktivismus
Ebrahim hörte Reden der Führer des African National Congress (Kongress des Volkes, ANC) und des Natal Indian Congress (NIC) gegen die Apartheid, als er als 13-Jähriger an ihren Kundgebungen in Durban teilnahm. Dadurch wurde in den Aktivismus eingeführt, der die Diskriminierung von Indern im Land bekämpfte. Inspiriert von Mahatma Gandhis passiver Widerstandsbewegung, nahm er an den Kundgebungen von Albert Luthuli teil. Luthuli, ein ANC-Führer, war 1960 der erste Afrikaner, der den Friedensnobelpreis erhielt.
Ebrahim schloss sich der Anti-Apartheid-Bewegung an, indem er 1952 während der Defiance-Kampagne dem NIC beitrat. Im selben Jahr wurde er Mitglied der ANC Youth League. Als Mitglied des NIC wurde er Delegierter beim Kongress des Volkes, der 1955 die Freiheitscharta verabschiedete.
1961 wurde er Mitglied des bewaffneten Flügels Umkhonto we Sizwe des ANC und war Mitglied der Organisation, die im ganzen Land Sabotage durchführte. Später begründete er den Schritt mit dem Massaker von Sharpeville von 1960, bei dem 69 Demonstranten von der Polizei von Transvaal erschossen wurden, dass seine Einstellung zum friedlichen Protest und nur passivem Widerstand geändert habe.
Er wurde 1963 wegen Verstößen gegen das Sabotagegesetz festgenommen, und im Pietermaritzburg-Sabotageprozess vor Gericht gestellt, zusammen mit 18 weiteren Aktivisten. Er wurde zu einer 15-jährigen Haftstrafe im Hochsicherheitsgefängnis Robben Island verurteilt. Zur gleichen Zeit saßen dort auch andere prominente Aktivisten ein, darunter Nelson Mandela. Während seiner Haftzeit teilte er seine Zelle für kurze Zeit mit Jacob Zuma, dem späteren Präsidenten des Landes.
Ebrahim schrieb später in seinen Memoiren über die körperlichen Misshandlungen und Folterungen, die er im Gefängnis erlitt, und sagte: „Im Gefängnis wurden wir angegriffen, ausgehungert, unterbekleidet und bitterer Kälte ausgesetzt. Wir wurden oft beschimpft und gedemütigt. Wir zerbrachen Steine und aßen eine magere Mahlzeit. Jahrelang mussten wir oft splitternackt auf einem offenen Hof stehen, manchmal bei bittere Kälte.“ Trotzdem nutzte er seine Zeit im Gefängnis, um zwei Universitätsabschlüsse, Bachelor of Arts und Bachelor of Commerce, von der University of South Africa zu erwerben.
Ebrahim wurde 1979 aus dem Gefängnis entlassen, unter der Bedingung, sich nicht an politischen Aktivitäten zu beteiligen. 1980 ging er auf Anweisung des ANC ins Exil. 1989 wurde er jedoch erneut festgenommen, weil er 1986, zusammen mit zwei anderen, Landminen in weißen Farmen in Swasiland (heute Eswatini) gelegt hatte. Er wurde von südafrikanischen Apartheid-Agenten aus Swasiland entführt und zu 20 Jahren Haft verurteilt, erneut auf Robben Island. Ebrahim wurde 1991 aus dem Gefängnis entlassen, als das Berufungsgericht entschied, dass sich die Zuständigkeit des südafrikanischen Gerichts nicht auf ein fremdes Land erstreckte und die Entführung daher für illegal erklärte.
Ebrahim wirkte 1994 in der ersten demokratisch gewählten Regierung Südafrikas. In dieser neuen Funktion begann er als Gesetzgeber und wurde später Vermittler. Er war an internationalen Vermittlungen beteiligt, zwischen Palästinensern und Israelis, der Demokratischen Republik Kongo und Ruanda, und auch in Nepal, Bolivien, Kosovo und Burundi. Als Vermittler im israelisch-palästinensischen Konflikt setzte er sich für einen Mittelweg zwischen den zahlreichen palästinensischen Organisationen ein. Während dieser Zeit traf er 2001 im Westjordanland den Führer der Palästinensischen Befreiungsorganisation, Yasser Arafat. 2002 gehörte er zu einer Gruppe Südafrikaner, die zu einem palästinensischen Boykott Israels und zu Sanktionen gegen den israelischen Staat aufriefen. 2010 gab er eine Erklärung ab, dass es beim Israel-Palästina-Konflikt in erster Linie um die Freiheit, in Würde zu leben" gehe, und forderte ein Ende der "Säuberung" Jerusalems von Palästinensern.
Er war von 1991 bis 2017 über 26 Jahre lang Mitglied der nationalen Exekutive des African National Congress. 2009 wurde er zum stellvertretenden Außenminister ernannt und blieb es bis 2015.

### Familie
Ebrahim, der auch als Ebie bekannt war, lernte 1998 seine zukünftige Frau Shannon, geb. Field, kennen, Field, eine Beamtin der Vereinten Nationen. Das Paar heiratete im Jahr 2000 und bekam einen Sohn und eine Tochter. Aus seiner früheren Beziehung mit der amerikanischen Akademikerin Julia Wells hatte er noch eine weitere Tochter.
Ebrahim war als Fan der indischen Filmmusik bekannt und hörte Sängern wie Lata Mangeshkar, Mohammed Rafi, Kishore Kumar und Geeta Dutt. Als er im Untergrund beim Radiodienst war um Sender abzuhören, darunter Radio Moskau, Voice of America, South African Broadcasting Corporation und die BBC, stellte er oft All India Radio ein, um indische Filmmusik zu hören. Als inhaftierte Gefangene auf Robben Island Musik auswählen durften, wählte er Bollywood-Musik, um die Gefängniswärter zu verwirren. Er schätzte die Werke des sowjetischen realistischen Schriftstellers Nikolai Ostrowski.
Ebrahim starb am 6. Dezember 2021 zu Hause in Johannesburg. Er war 84 Jahre alt. Er wurde von der Provinz Gauteng in einem Staatsbegräbnis auf dem West Park Cemetery beigesetzt.